# Boxning vid europeiska spelen
Boxning vid europeiska spelen är Boxningstävlingar som ingår i de europeiska spelen. Boxning var en av de 20 sporter som fanns med vid de första europeiska spelen 2015. Sporten finns med på programmet även under andra upplagan 2019 och räknas då även som officiellt EM i boxning 2019.

## Grenar
Vid båda genomförandena har tävlingarna bestått av 15 grenar, men viktklasserna har varierat något. 
|      |  |    |    |  |  |  |  |  |  |  |  |  |  |  |  |  |  |  |  |  |  |  |  |  |  |  |
| Judo |  | 15 | 15 |  |  |  |  |  |  |  |  |  |  |  |  |  |  |  |  |  |  |  |  |  |  |  |

## Medaljörer

### 2015
Se även Boxning vid europeiska spelen 2015.
Herrar
| Gren            | Guld                        | Silver                      | Brons                                            |
| Lätt flugvikt   | Bator Sagaluev (RUS)        | Brendan Irvine (IRL)        | Muhammes Unlu (TUR) · Dmytro Zamotayev (UKR)     |
| Flugvikt        | Elvin Mamishzada (AZE)      | Vincenzo Picardi (ITA)      | Hamza Touba (GER) · Viliam Tanko (SVK)           |
| Bantamvikt      | Bakhtovar Nazirov (RUS)     | Dzmitry Ssanau (BLR)        | Tayfur Aliyev (AZE) · Qais Ashfaq (GBR)          |
| Lättvikt        | Albert Selimov (AZE)        | Sofiane Oumiha (FRA)        | Sean McComb (IRL) · Mateusz Polski (POL)         |
| Lätt weltervikt | Collazo Sotomayor (AZE)     | Vincenzo Mangiacapre (ITA)  | Kastriot Sopa (GER) · Viktor Petrov (UKR)        |
| Weltervikt      | Parviz Baghirov (AZE)       | Alexander Besputin (RUS)    | Josh Kelly (GBR) · Yaroslav Samofalov (UKR)      |
| Mellanvikt      | Michael O'Reilly (IRL)      | Xaybula Musalov (AZE)       | Zoltan Harcsa (HUN) · Maxim Koptyakov (RUS)      |
| Lätt tungvikt   | Teymur Mammadov (AZE)       | Valentino Manfredonia (ITA) | Pavel Silyagin (RUS) · Oleksandr Khyzhniak (UKR) |
| Tungvikt        | Abdulkadir Abdullayev (AZE) | Gevorg Manukian (UKR)       | Josip Bepo Filipi (CRO) · Sadam Magomedov (RUS)  |
| Supertungvikt   | Joe Joyce (GBR)             | Gasan Gimbatov (RUS)        | Mahammadrasul Majidov (AZE) · Tony Yoka (FRA)    |

Damer
| Gren            | Guld                       | Silver                  | Brons                                        |
| Flugvikt        | Nicola Adams (GBR)         | Sandra Drabik (POL)     | Saina Sagataeva (RUS) · Elif Coskun (TUR)    |
| Bantamvikt      | Elena Saveleva (RUS)       | Marzia Davide (ITA)     | Anna Alimardanova (AZE) · Azize Nimani (GER) |
| Lättvikt        | Katie Taylor (IRL)         | Estelle Mossely (FRA)   | Yana Alekseevna (AZE) · Tasheena Bugar (GER) |
| Lätt weltervikt | Anastasiaa Beliakova (RUS) | Valentina Alberti (ITA) | Sandy Ryan (GBR) · Aneta Rygielska (POL)     |
| Mellanvikt      | Nouchka Fontijn (NED)      | Anna Laurell Nash (SWE) | Sarah Scheurich (GER) · Lidia Fidura (POL)   |

### 2019
Se även Boxning vid europeiska spelen 2019.
Damer
| Gren       | Guld                     | Silver                    | Brons                     |
| Flugvikt   | Buse Çakıroğlu (TUR)     | Svetlana Solujanova (RUS) | Sandra Drabik (POL)       |
| Flugvikt   | Buse Çakıroğlu (TUR)     | Svetlana Solujanova (RUS) | Gabriela Dimitrova (BUL)  |
| Fjädervikt | Stanimira Petrova (BUL)  | Michaela Walsh (IRL)      | Jemyma Betrian (NED)      |
| Fjädervikt | Stanimira Petrova (BUL)  | Michaela Walsh (IRL)      | Darja Abramova (RUS)      |
| Lättvikt   | Mira Potkonen (FIN)      | Kellie Harrington (IRL)   | Anastasia Beljakova (RUS) |
| Lättvikt   | Mira Potkonen (FIN)      | Kellie Harrington (IRL)   | Agnes Alexiusson (SWE)    |
| Weltervikt | Karolina Koszewska (POL) | Assunta Canfora (ITA)     | Grainne Walsh (IRL)       |
| Weltervikt | Karolina Koszewska (POL) | Assunta Canfora (ITA)     | Nadine Apetz (GER)        |
| Mellanvikt | Lauren Price (GBR)       | Nouchka Fontijn (NED)     | Darima Sandakova (RUS)    |
| Mellanvikt | Lauren Price (GBR)       | Nouchka Fontijn (NED)     | Elżbieta Wójcik (POL)     |

Herrar
| Gren            | Guld                         | Silver                      | Brons                   |
| Lätt flugvikt   | Artur Hovhannisjan (ARM)     | Sachil Alachverdovi (GEO)   | Regan Daly (IRL)        |
| Lätt flugvikt   | Artur Hovhannisjan (ARM)     | Sachil Alachverdovi (GEO)   | Federico Serra (ITA)    |
| Flugvikt        | Gabriel Escobar (ESP)        | Daniel Asenov (BUL)         | Manuel Cappai (ITA)     |
| Flugvikt        | Gabriel Escobar (ESP)        | Daniel Asenov (BUL)         | Galal Yafai (GBR)       |
| Bantamvikt      | Kurt Walker (IRL)            | Mykola Butsenko (UKR)       | Peter McGrail (GBR)     |
| Bantamvikt      | Kurt Walker (IRL)            | Mykola Butsenko (UKR)       | Sharafa Raman (GER)     |
| Lättvikt        | Dzmitrij Asanaŭ (BLR)        | Gabil Mamedov (RUS)         | Karen Tonakanjan (ARM)  |
| Lättvikt        | Dzmitrij Asanaŭ (BLR)        | Gabil Mamedov (RUS)         | Otar Eranosjan (GEO)    |
| Lätt weltervikt | Hovhannes Batsjkov (ARM)     | Sofiane Oumiha (FRA)        | Enrico Lacruz (NED)     |
| Lätt weltervikt | Hovhannes Batsjkov (ARM)     | Sofiane Oumiha (FRA)        | Luke McCormack (GBR)    |
| Weltervikt      | Pat McCormack (GBR)          | Chariton Agrba (RUS)        | Lorenzo Sotomayor (AZE) |
| Weltervikt      | Pat McCormack (GBR)          | Chariton Agrba (RUS)        | Jevhen Barabanov (UKR)  |
| Mellanvikt      | Oleksandr Chyzjnjak (UKR)    | Salvatore Cavallaro (ITA)   | Andrej Csemez (SLO)     |
| Mellanvikt      | Oleksandr Chyzjnjak (UKR)    | Salvatore Cavallaro (ITA)   | Michael Nevin (IRL)     |
| Lätt tungvikt   | Loren Alfonso (AZE)          | Benjamin Whittaker (GBR)    | Simone Fiori (ITA)      |
| Lätt tungvikt   | Loren Alfonso (AZE)          | Benjamin Whittaker (GBR)    | Gor Nersesjan (ARM)     |
| Tungvikt        | Muslim Gadzjimagomedov (RUS) | Uladzislaŭ Smjahlikaŭ (BLR) | Toni Filipi (CRO)       |
| Tungvikt        | Muslim Gadzjimagomedov (RUS) | Uladzislaŭ Smjahlikaŭ (BLR) | Cheavon Clarke (GBR)    |
| Supertungvikt   | Viktor Vychryst (UKR)        | Mourad Aliev (FRA)          | Marko Milun (CRO)       |
| Supertungvikt   | Viktor Vychryst (UKR)        | Mourad Aliev (FRA)          | Nelvie Tiafack (GER)    |